# Dannebrogordens hederstecken

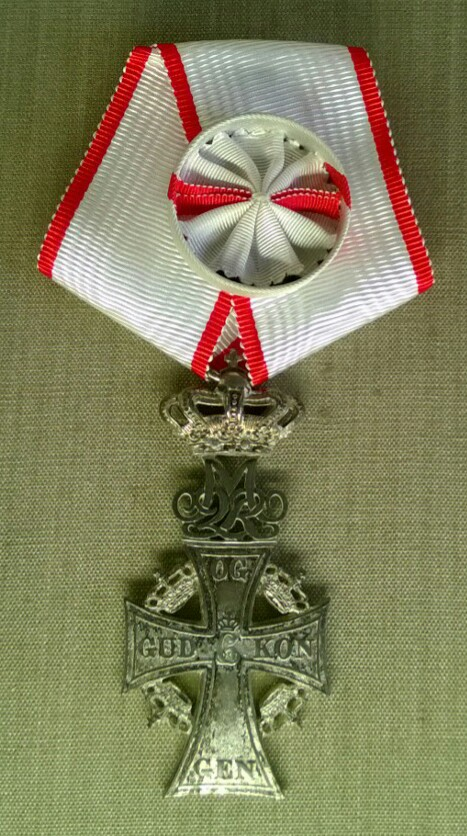
Dannebrogorden hederstecken.

Dannebrogordens hederstecken är en dansk utmärkelse knuten till Dannebrogorden. Det instiftades den 28 juni 1808 av Fredrik VI som Dannebrogsmännens hederstecken. Mottagarna skulle kallas Dannebrogsmän.
Den 21 mars 1952 beslutade Fredrik IX att utdelningen av Dannebrogsmännens hederstecken skulle upphöra och ersättas av Dannebrogordens hederstecken som var identiskt i sitt utförande med tillägget av en stor bouton på bandet.
Dannebrogordens hederstecken utformas på samma sätt som Dannebrogordens ordenstecken, men helt i silver och utan emaljering. Hederstecknet bärs i band (herrar) eller i stor rosett (damer) på bröstet.

## Mottagare
- Karl XV
- Oscar II
- Gustaf V
- Gustaf VI Adolf